# ベンゾイミダゾール
ベンゾイミダゾール (Benzimidazole) は分子式C7H6N2で表される有機化合物で、ベンゼン環とイミダゾール環が一辺を共有して結合した複素環式化合物である。自然界において最も重要なベンゾイミダゾール化合物は、N-リボシルジメチルベンゾイミダゾールであり、ビタミンB12ではコバルトが軸方向に配位している。
一般的にはトリエチルオルトギ酸とo-フェニレンジアミンの縮合によって作られる。
C6H4(NH2)2  +  HC(OCH3)3  →  C6H4N(NH)CH  +  3 CH3OH
ベンゾイミダゾール化合物は寄生虫駆除剤や殺菌剤として生産されている。これらはチューブリンに結合し微小管の重合を阻害する。